# Докулил, Милош
Милош Докулил (чеш. Miloš Dokulil; 5 июля 1912, Цтидружице, Моравия, Австро-Венгрия — 2 ноября 2002, Прага, Чехия) — чехословацкий и чешский языковед, исследователь чешского языка, педагог.
В 1931 году поступил на филологический факультет Университета имени Томаша Масарика в Брно, где изучал общее индоевропейское языкознание, а также германские и славянские языки. Окончив институт в 1936 году, в течение года дополнительно стажировался в Центре глоссематики в Копенгагене (Дания). С 1945 по 1948 год преподавал чешский язык в средних школах, одновременно будучи преподавателем в Датском университете в Брно. В 1948 году поступил на работу в Институт чешского языка при Академии наук ЧССР, где работал на протяжении тридцати лет, до 1978 года, а с 1970 по 1972 год был директором этого института. Принадлежал к Пражской лингвистической школе, своим учителем считал Б. Гавранека. В 1964—1966 годах читал выездные лекции во многих научных учреждениях Германии. В 1990 году возглавил воссозданный Пражский лингвистический кружок.
Оставил большое количество работ по чешской филологии, создал собственную системно-функциональную теорию словообразования. Самой главной его работой считается книга «Tvoření slov v češtině: Teorie odvozování slov» (1962), бывшая первым томом из неоконченной фундаментальной работы о словообразовании в чешском языке. Работа посвящена принципам функционирования и организации словообразования в чешском языке, выработке его понятийно-терминологического аппарата, уделено внимание его теоретическом проблемам, роли и месте словообразования в системе языкознания в целом. Докулил планировал создать ещё три тома для этой работы, но уже в соавторстве с другими чешскими языковедами, пусть и под его руководством, но в итоге был написан лишь второй том, «Tvoření slov v češtině: Odvozování podstatných jmen», изданный в 1967 году и посвящённый деривационной системе существительных.
Докулил также занимался общим языкознанием и общей теорией синтаксиса, функциональной грамматикой, исследовал разные аспекты чешского языка и его связь с другими языками, как славянскими, так и западноевропейскими в целом, и особенности чешского литературного языка. Принимал участие в создании 3-томного академического издания грамматики чешского языка («Mluvnice češtiny»), вышедшего в 1986—1988 годах. В 1956 году составил учебник чешского языка для средних школ и вузов («Čeština — řeč a jazyk»), а в 1961 году — «Настольную грамматику русского языка для чехов» («Příruční mluvnice ruštiny pro Čechy»). Помимо научной вёл также активную педагогическую деятельность: писал о необходимости сохранения и поддержания культуры языка, улучшении методики преподавания чешского языка, участвовал в подготовке нескольких школьных учебников по чешскому языку. Кроме того, им был предложен ряд правил чешского правописания, которые впоследствии были законодательно закреплены.